# Volker Noll
Volker Noll (* 2. Juni 1958 in Heidelberg) ist ein deutscher Romanist.

## Leben
Nach der Promotion 1990 an der Universität Heidelberg und der Habilitation 1997 in Göttingen ist er seit 2002 ordentlicher Professor für romanische Sprachwissenschaft an der Universität Münster.
Seine Forschungsschwerpunkte sind amerikanisches Spanisch: Herausbildung und Varietäten, brasilianisches Portugiesisch: Herausbildung und Varietäten, französische Lexikographie, Argot, vergleichende romanische Sprachwissenschaft, romanische Sprachgeschichte, romanisch-arabische Sprachkontakte und Fragen der Kreolisierung.

## Schriften (Auswahl)
- Die fremdsprachlichen Elemente im französischen Argot (= Heidelberger Beiträge zur Romanistik. 25). Lang, Frankfurt am Main u. a. 1991, ISBN 3-631-44109-6, (Zugleich: Heidelberg, Universität, Dissertation, 1990).
- Das brasilianische Portugiesisch. Herausbildung und Kontraste. Winter, Heidelberg 1999, ISBN 3-8253-0785-9, (Zugleich: Göttingen, Universität, Habilitations-Schrift, 1997).
  - Portugiesisch: O Português brasileiro. Formação e contrastes. Traduzido do alemão por Mário Eduardo Viaro. Globo, São Paulo 2008, ISBN 978-85-250-4569-0.